# Pediobius dendroleontis
Pediobius dendroleontis är en stekelart som beskrevs av Kamijo 1983. Pediobius dendroleontis ingår i släktet Pediobius och familjen finglanssteklar. Inga underarter finns listade i Catalogue of Life.